# Queues de Castor
Queues de Castor, appelée BeaverTails en anglais, est une chaîne de pâtisserie canadienne gérée par BeaverTails Canada Inc. Le produit éponyme de la chaîne est la « queue de castor », une pâtisserie de pâte frite (en) étirée pour ressembler à une queue de castor. La chaîne est originaire de Killaloe (en) en Ontario, où elle est créée en 1978. Deux ans plus tard, son premier magasin permanent fut ouvert à Ottawa. La chaîne est désormais présente dans plusieurs pays : le Canada, les États-Unis, le Japon, la Corée du Sud, la France et les Émirats arabes unis (et un temps l'Arabie saoudite). En fait, BeaverTails Canada Inc., au travers de franchises, opère un total de 33 magasins et 43 kiosques. La chaîne est connue sous le nom de « BeaverTails », à l'exception du Québec, où elle est connue sous le nom de « Queues de Castor », deux marques de commerce déposées depuis 1988.

## Produits

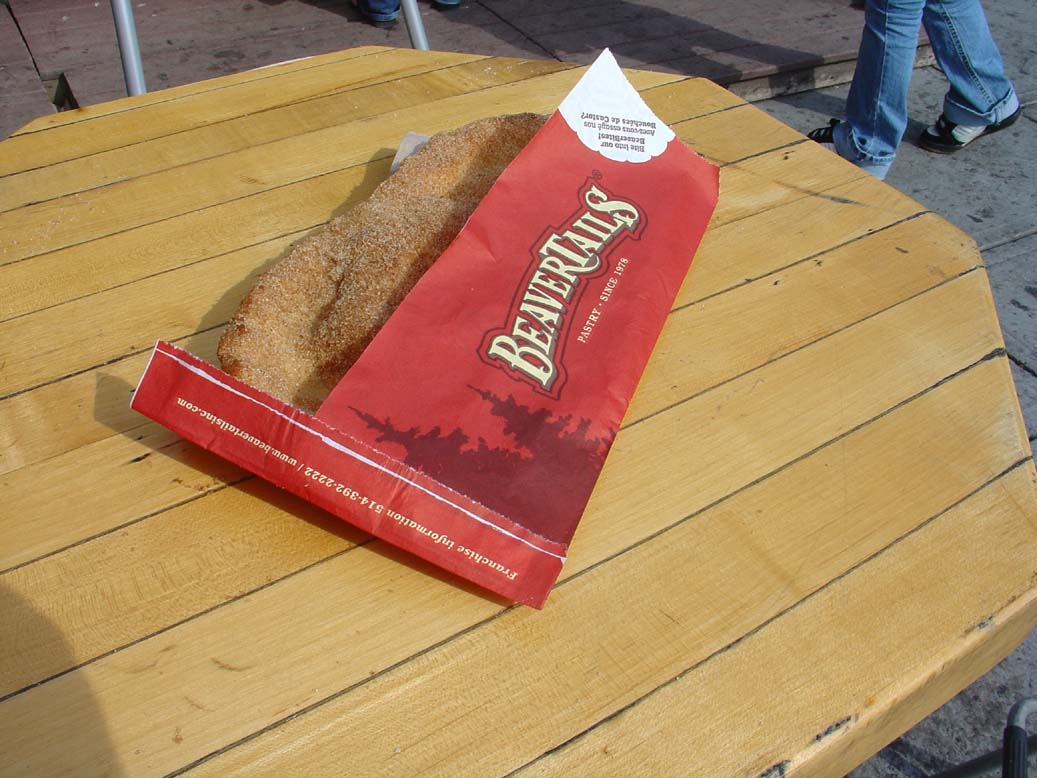
Une pâtisserie typique de Queues de Castor.

Le produit phare de Queues de Castor est la « queue de castor ». Il s'agit d'une pâtisserie faite à partir de pâte de blé entier qui ressemble à celle d'une gaufre. Cette pâte est étirée de façon à ressembler à une queue de castor, d'où le nom du produit. Elle est frite dans l'huile de canola (colza). Elle peut être recouverte de différents condiments tels que du chocolat, du sucre, de la cannelle, du beurre à l'ail ou du fromage râpé.
La queue de castor peut rappeler une pâtisserie du Wisconsin appelée elephant ear.

## Histoire
La queue de castor découle d'une vieille recette canadienne et américaine de gâterie de blé concassé préparé à partir des surplus de pâte lors de la cuisson du pain. La recette s'est transmise de génération en génération dans la famille de Grant et Pam Hooker qui l'on commercialisé pour la première fois en 1978. Le premier magasin fut construit à la main par Grant Hooker et ouvert dans le Marché By d'Ottawa le 2 juin 1980. En 1988, Queues de Castor ouvre le premier magasin à l'extérieur d'Ottawa dans le parc d'attraction La Ronde à Montréal où il y a maintenant trois kiosques. En février 1981, en bordure de la patinoire sur le Canal Rideau, les Hookers ouvre un magasin et se font connaître d'un plus large public. Il s'agit là du premier pas vers le développement de la compagnie.

## Faits et chiffres
- Dans le parc d'attractions La Ronde à Montréal, les trois kiosques Queues de Castor sont ensemble le deuxième commerce pour ce qui est des ventes annuelles, précédé par McDonald’s.
- Le groupe Queues de Castor compte aujourd'hui plus de 80 points de vente à travers le Canada, en plus de deux magasins en Arabie saoudite et deux autres au Colorado (États-Unis)[7].
- Depuis ses débuts en 1978, suffisamment de pâtisseries Queues de Castor ont été vendues pour former une ligne droite qui se rendrait du magasin de Cavendish à l’Île-du-Prince-Édouard jusqu’aux deux magasins de la station de ski Whistler en Colombie-Britannique[8].
- Le groupe Queues de Castor utilise 21,1 tonnes de tartinade de chocolat aux noisettes par année, ce qui correspond au poids de 5 éléphants et de 12 castors.
- La plus grosse pâtisserie Queues de Castor jamais cuite mesurait six pieds de long. Elle a été préparée dans le cadre des célébrations entourant le 25e anniversaire de ces pâtisseries sur le canal Rideau à Ottawa[9].